# Тераса (архітектура)

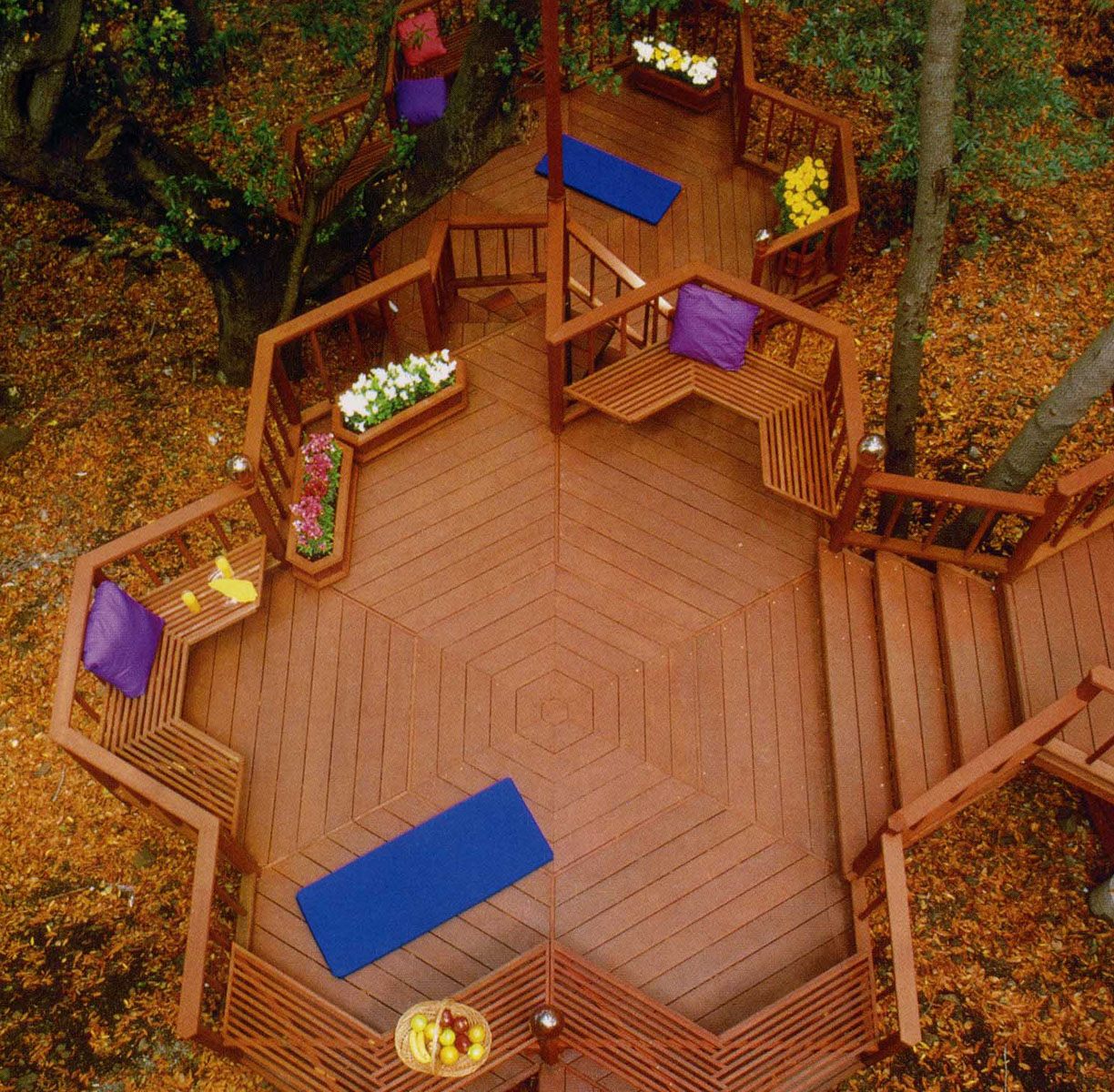
Багатоярусна тераса.

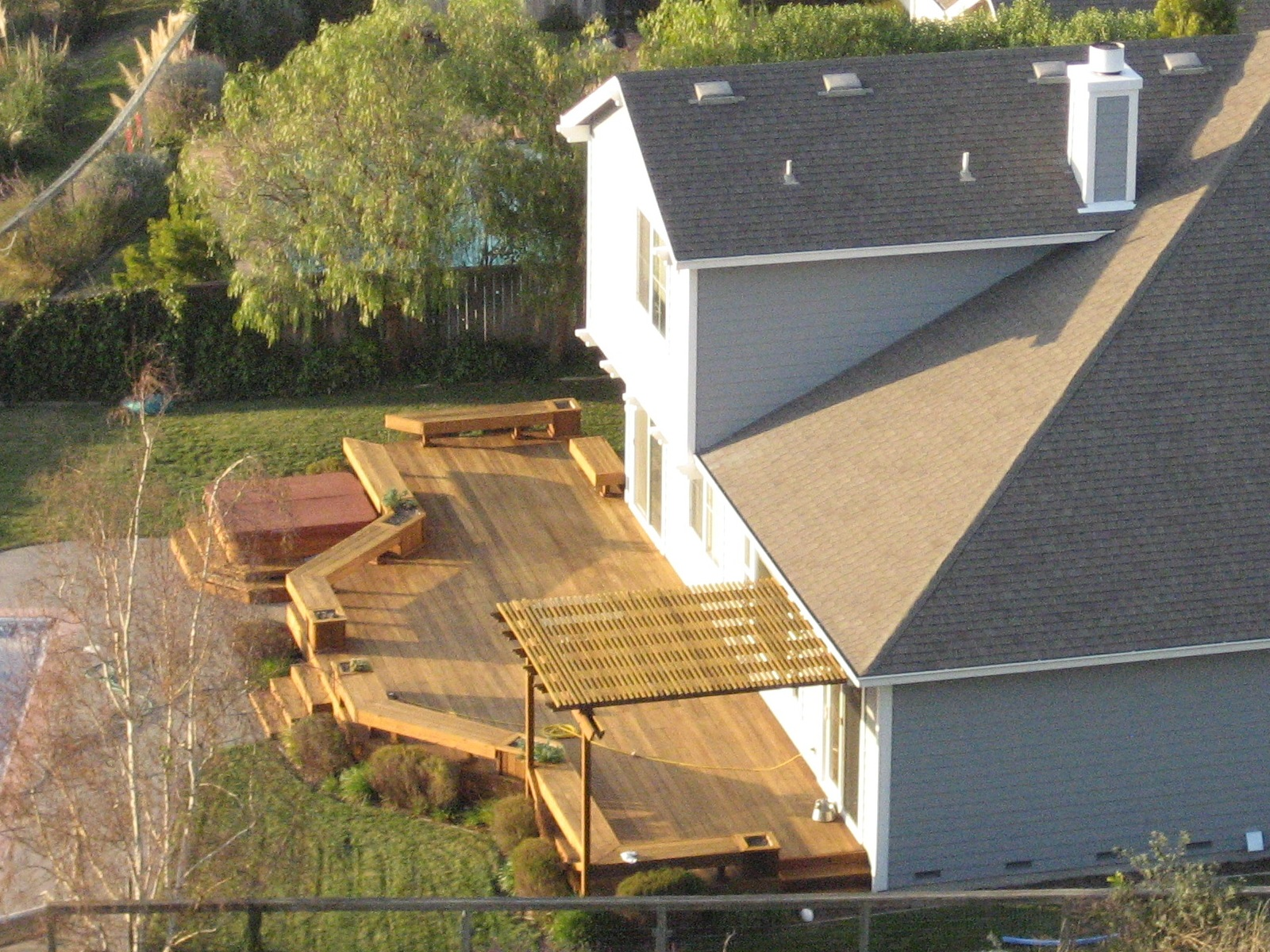
Відкрита тераса

Тера́са (фр. terrasse, з провансальської мови, де сходить до лат. terra — «земля») — архітектурний термін, що вживається у двох значеннях: «легка добудова до споруди у вигляді великого за розмірами балкона, стелю якого підтримують стовпи» і «відкритий з усіх боків чи напіввідкритий горизонтальний або трохи нахилений майданчик на природному більш-менш крутому схилі».

## Тераса-прибудова
Тераса — огороджена відкрита прибудова до споруди у вигляді майданчика для відпочинку, яка може мати дах; розміщується на землі або над нижче розташованим поверхом. Конструктивно близька до веранди.

## Тераси в садово-парковому мистецтві
У садово-парковому мистецтві терасою називається відкритий з усіх боків чи напіввідкритий горизонтальний або трохи нахилений майданчик на природному схилі.

### Історія
Особливе поширення мали тераси в садівництві Італії. Необхідність будувати заміські оселі на схилах пагорбів призвела до штучного вирівнювання ділянок. Ділянки на різних рівнях ставали терасами, зв'язок між якими утворювали пандуси і сходинки. Виникають різні типи сходинок, майстрами яких були віртуозні художники і архітектори доби маньєризму (сходинки бібліотеки Лауренціана архітектора Мікеланджело, сходинки на фресках і картинах Джорджо Вазарі тощо). Тераси і сходинки створив архітектор Браманте в Бельведерському дворі Ватикану.
Вже в перших проєктах заміських вілл Риму виникає ціла низка терас навколо головної осі палацового ансамблю, де симетричній побудові однаково підкорені і палац, і тераси. У проєкті вілли Мадама Рафаель Санті запланував створення трьох терас з огорожами на схилі пагорба. Кожна тераса мала своє розпланування і фонтан. З підмурків вілли відкривався краєвид на всі тераси і береги річки Тибр.
Ухил пагорба, де побудована вілла Альдобрандіні, архітектор вдало приховав вузькими терасами і системою сходинок, що то розходяться, то знову сходяться на нижній терасі.
Система терас використана і в розплануванні Італійського саду замка Підгірці (Україна, Львівська область). Садівник з Рима зробив три тераси, що поєднувалися бічними сходами. Кожна тераса мала теж своє розпланування, партери, а друга за чергою оздоблена садово-парковою скульптурою.

## Галерея

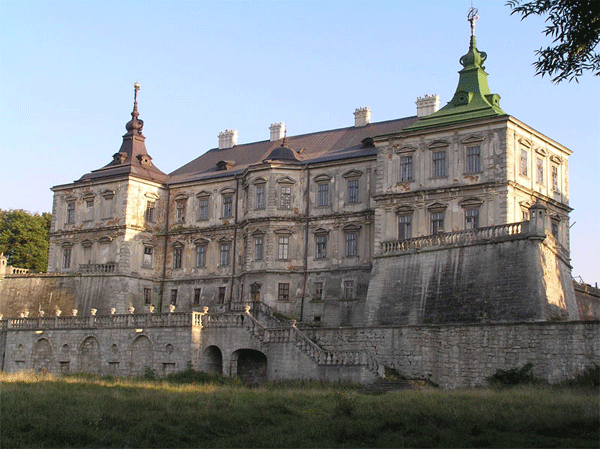
Тераси в Підгорецькому замку.
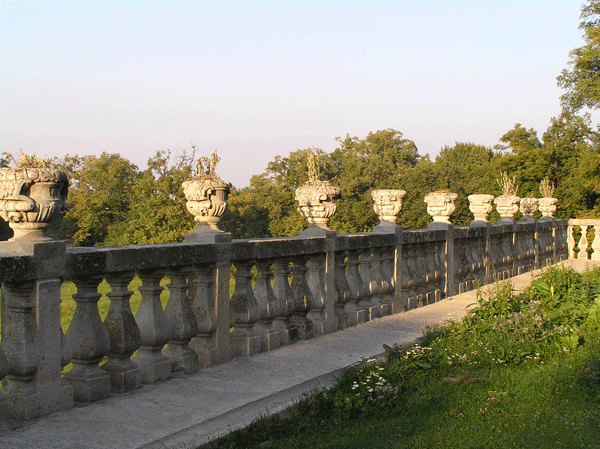
Підгорецький замок.Барокова огорожа тераси.
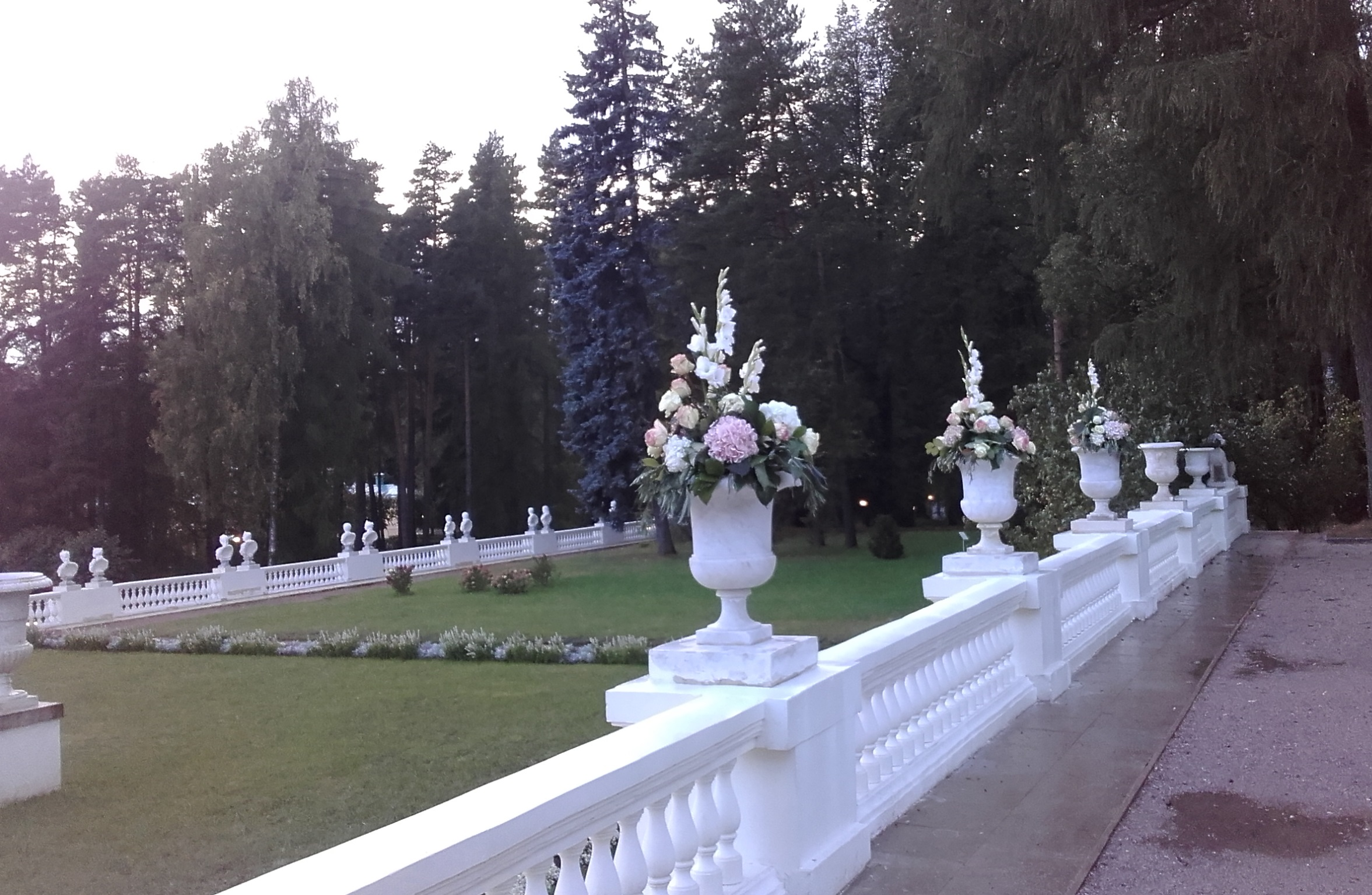
Верхня і Нижня тераси парку садиби Архангельське